# Head on Collision Time Again
Head on Collision Time Again è la prima compilation del gruppo musicale inglese Purple Hearts.

## Tracce
1. I've Been Away
2. Frustration
3. Concrete Mixer
4. Beat That!
5. Slay It with Flowers
6. Gloria
7. Schooby Doo!
8. Gun Of Life
9. Jimmy
10. My Life's a Jigsaw
11. Plane Crash
12. Millions Like Us
13. Friends Again
14. When I see you
15. Call Of The Wild
16. I'll Make you Mine
17. Get Out Of My Life Woman
18. Hi Baby!
19. Shell Shock
20. But On Sunday
21. I Can't Dream
22. Gun Of Life

## Formazione
- Bob Manton - voce
- Simon Stebbing - chitarra
- Jeff Shadbolt - basso
- Gary Sparks - batteria